# HD191507
HD191507 — хімічно пекулярна зоря спектрального класу B9, що має видиму зоряну величину в смузі V приблизно  7,1.
Вона  розташована на відстані близько 1144,4 світлових років від Сонця.

## Пекулярний хімічний склад
Зоряна атмосфера HD191507 має підвищений вміст 
Si
.